# HAL (専門学校)
HAL（ハル、英略：HAL）は、日本の私立専門学校（専修学校専門課程）である。
東京都新宿区・愛知県名古屋市中村区・大阪府大阪市北区にそれぞれの校舎を置く。設置者は学校法人日本教育財団。

## 概要
多種多様の学科が運営されている専門学校。

## 設置学科
- 昼間コース（4年制）
  - ゲームデザイン学科
  - ゲーム企画学科
  - ゲーム制作学科
  - CG映像学科（東京・大阪）
  - CG映像アニメーション学科（名古屋）
  - グラフィックデザイン学科
  - アニメ・イラスト学科（東京・大阪）
  - ミュージック学科
  - カーデザイン学科
  - 先端ロボット開発学科
  - 高度情報処理学科
  - WEB開発学科
- 昼間コース（2年制）
  - ゲーム学科
  - CG学科
  - ミュージック学科
  - 電子制御学科
  - 情報処理学科
  - WEB学科
- 昼間コース（1年制）
  - 国家資格学科
- 夜間コース（2年制）
  - ゲーム学科
  - CG映像学科
  - グラフィックデザイン学科
  - WEBデザイン学科
  - ネットワーク学科
  - 情報処理学科
- 夜間 科目別フリープラン（1か月～期間自由）
- 夜間 国家資格・ベンダー資格取得講座（1か月～3か月）
- 土曜 国家資格取得講座（6か月）

## キャンパス
- HAL大阪 - 大阪市北区梅田3-3-1

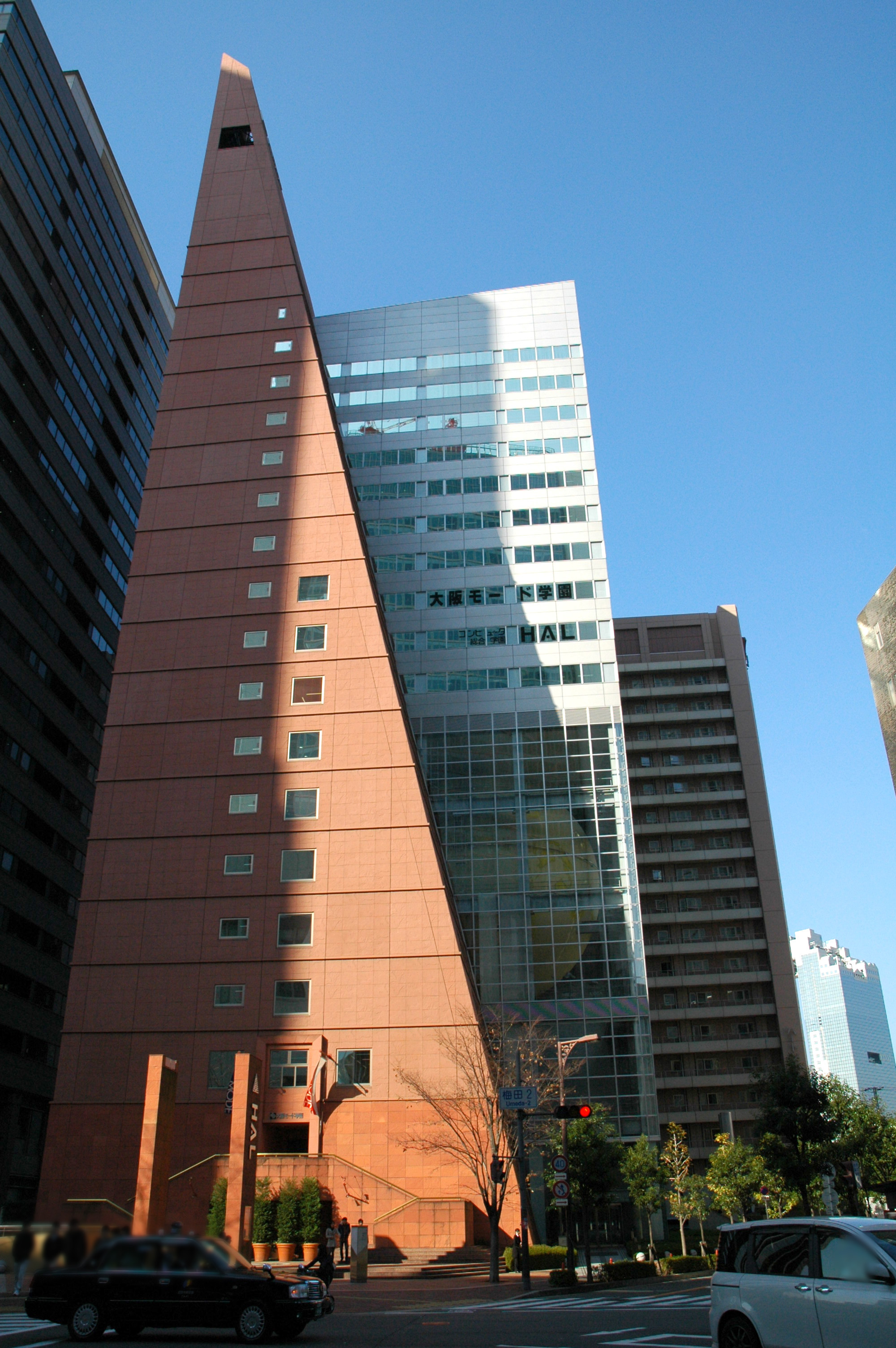
HAL大阪

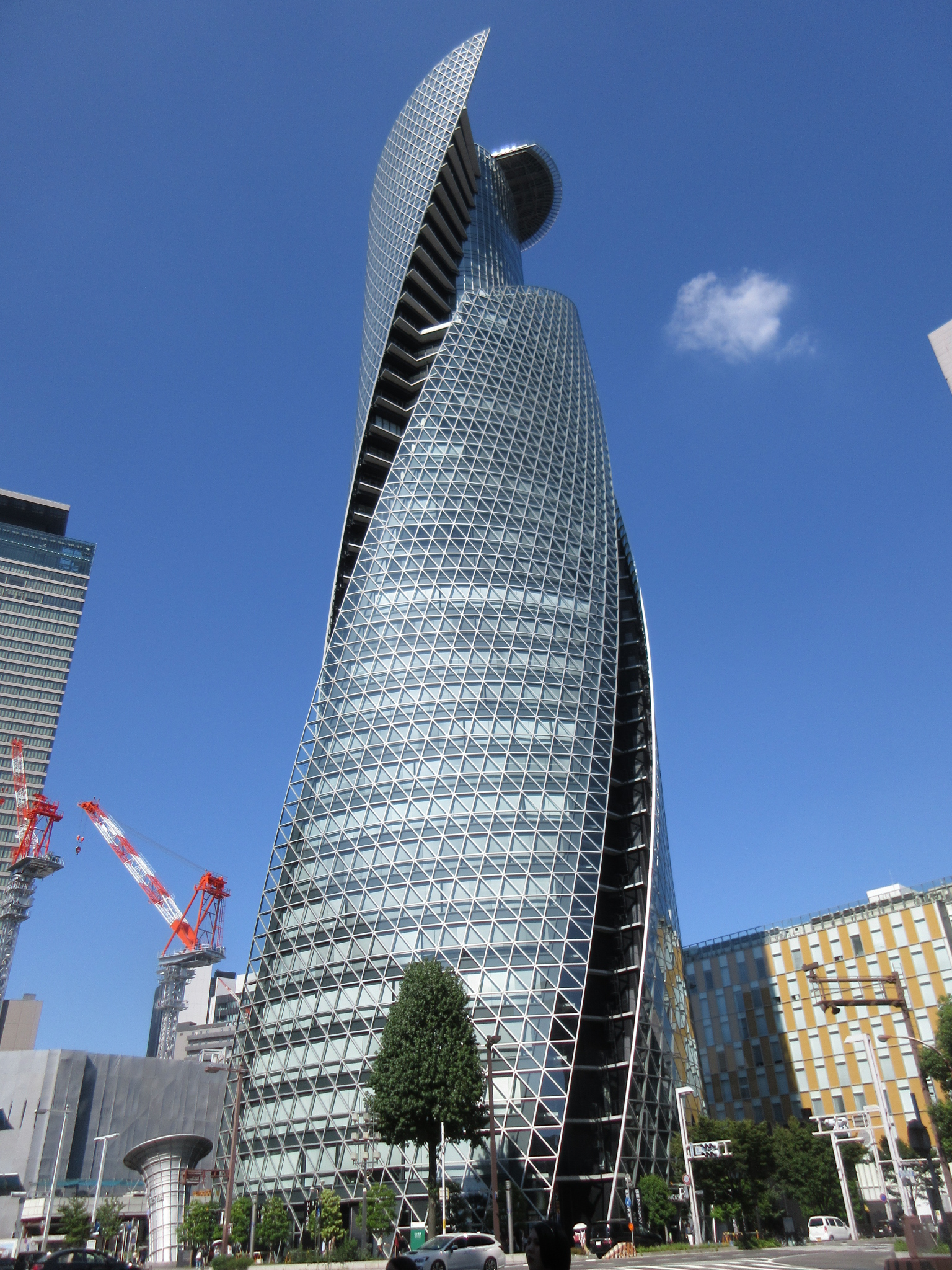
HAL名古屋

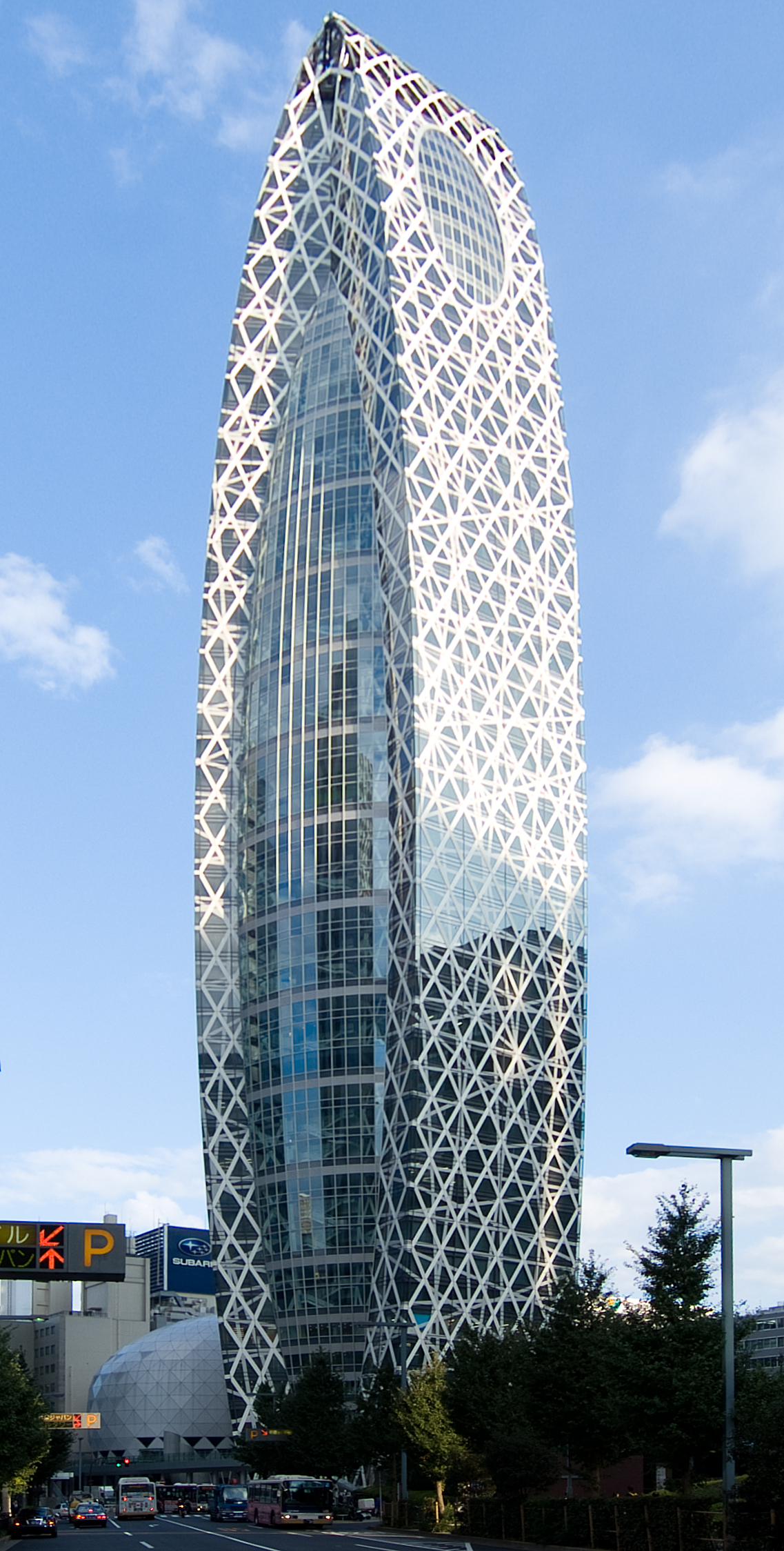
HAL東京

- HAL名古屋 - 名古屋市中村区名駅4-27-1
- HAL東京 - 東京都新宿区西新宿1-7-2

3校ともモード学園が同じビルに入居している（名古屋・東京はそれぞれ名古屋医専・首都医校も入居している）。

### 新ビル
名古屋駅前の旧三井ビル跡に完成したモード学園スパイラルタワーズ（地上36階、地下3階、2008年3月竣工、2008年4月開校）には、名古屋モード学園、HAL名古屋、名古屋医専が入る。
設備は、ニンテンドーDS、ゲームボーイアドバンス、Wii、ニンテンドー ゲームキューブ、プレイステーション2、プレイステーション3、Xbox 360を備えたゲーム開発ルームや、モーションキャプチャールームや、レコーディングスタジオ（フルデジタルサラウンド）など最新のものが備えられている。
なお、これまで使用していたHAL名古屋の旧校舎は改装され、過去に名古屋医専の南校舎として利用されていたが、現在は2013年4月1日に譲渡され駿台予備校が名古屋校校舎として使用している。
新宿駅西口の旧朝日生命本社跡に完成したモード学園コクーンタワー（地上50階、地下4階、2008年10月末日竣工、2009年4月開校）には、東京モード学園、HAL東京、首都医校が入る。学校法人としては日本一高い超高層ビルである。

## グループ校
- モード学園（東京・大阪・名古屋）
- メディカル総合学園大阪医専・名古屋医専・首都医校
- CREAPOLE（モード学園パリ校・HALパリ校）

## 関連人物
- 岡本吉起 講師として在籍
- 内藤時浩 講師として過去に在籍
- 福井健一郎 教員として在籍
- 桃井聖司 教員として在籍
- 前田高志 講師として過去に在籍

## 卒業生
- 岩木勇一郎：白組プロデューサー。映画監督。
- 吉岡宏起[3]：アニメーションプロデューサー、ENGI代表取締役社長
- 天谷大輔[4]：『洞窟物語』作者
- 太田垣香織：VFXディレクター
- 南亜矢子：作曲家
- 小嶋慎太郎[5]：『モンスターハンター』シリーズプランナー、『大逆転裁判』『モンスターハンターX、XX』プロデューサー
- 一瀬泰範[5]：『モンスターハンターポータブル2nd』『モンスターハンターポータブル2ndG』『モンスターハンターX』ディレクター
- 山際眞晃[6]：『Bloodborne』プロデューサー
- 浜口直樹[7]：『LIGHTNING RETURNS: FINAL FANTASY XIII』メインプログラマー、『MOBIUS FINAL FANTASY』プロジェクトリーダー、『FINAL FANTASY VII REMAKE』制作総指揮
- 伊東ライフ[8][9][10]：イラストレーター、バーチャルYouTuber
- 加藤利彦：実業家、IT参謀
- 箕崎准：作家、シナリオライター
- 桶狭間ありさ：作曲家

## 備考
- 2008年度のTVCMではゲームソフト『アーマード・コア フォーアンサー』のオープニングムービーを使用している。